# Domus
Cet article concerne la demeure romaine antique. Pour le magazine d'architecture, voir Domus (revue).

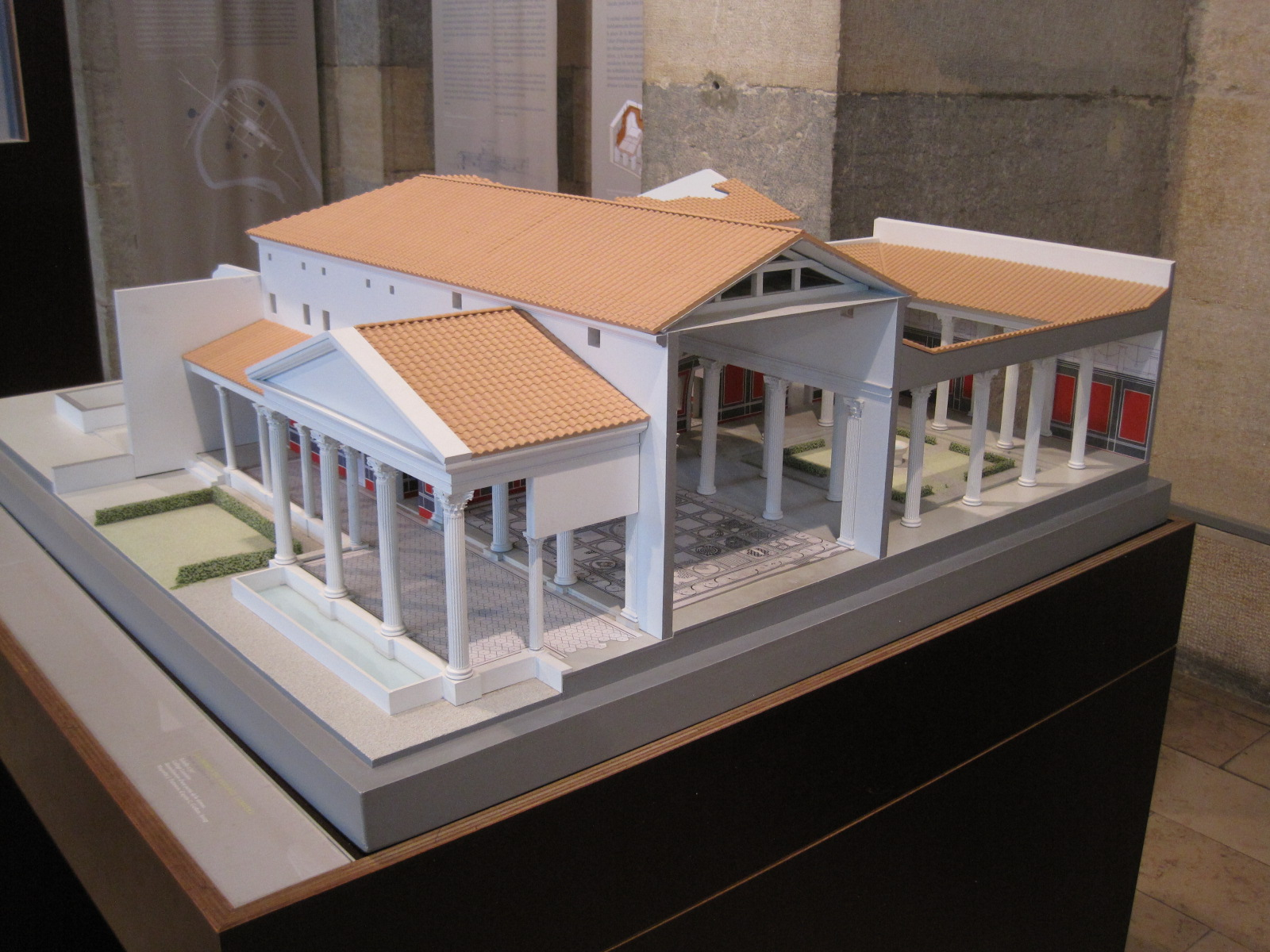
Maquette 1/50e de la domus du collège Lumière, II, Vesontio (Besançon) en Gaule romaine, musée des Beaux-Arts et d'Archéologie de Besançon).

Une domus (du latin domus, -us féminin signifiant « maison », « demeure ») est une habitation urbaine unifamiliale de l'antiquité romaine. Lors des derniers siècles de la République romaine et sous l'Empire romain (Ier siècle av. J.-C. au IVe siècle), ce terme désigne, avec la villa romaine, la demeure luxueuse des classes aisées, par opposition à l'insula (immeuble de location pour les populations plus modestes).

## Origine

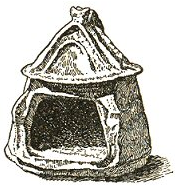
Urne funéraire en forme de cabane archaïque.

Le terme domus est très ancien : il remonte à une étymologie indo-européenne (*dom-) qui désignait la famille sur deux générations, et tire son origine de la racine –dem-, construire. La domus est donc la maison familiale romaine, dont le chef de famille porte le nom de dominus.
Sa forme archaïque est connue par les urnes funéraires trouvées dans les nécropoles de l'ancien Forum Romain qui avaient la forme d'une cabane arrondie à pièce unique (dite urne-cabane). Les vestiges de fond de cabanes trouvés sur le mont Palatin et datés du VIIIe siècle av. J.-C. confirment ce plan très modeste.
L'influence étrusque à la fin de la période de la monarchie romaine voit naître la domus avec une structure carrée, et plusieurs pièces. Toutefois la demeure reste rustique, comme en témoigne la désignation de la maison par le mot hortus (jardin des plantes en latin) utilisé dans la Loi des Douze Tables et traduisant le lien encore étroit entre l'habitation et son jardin clos.

## Ladomusclassique

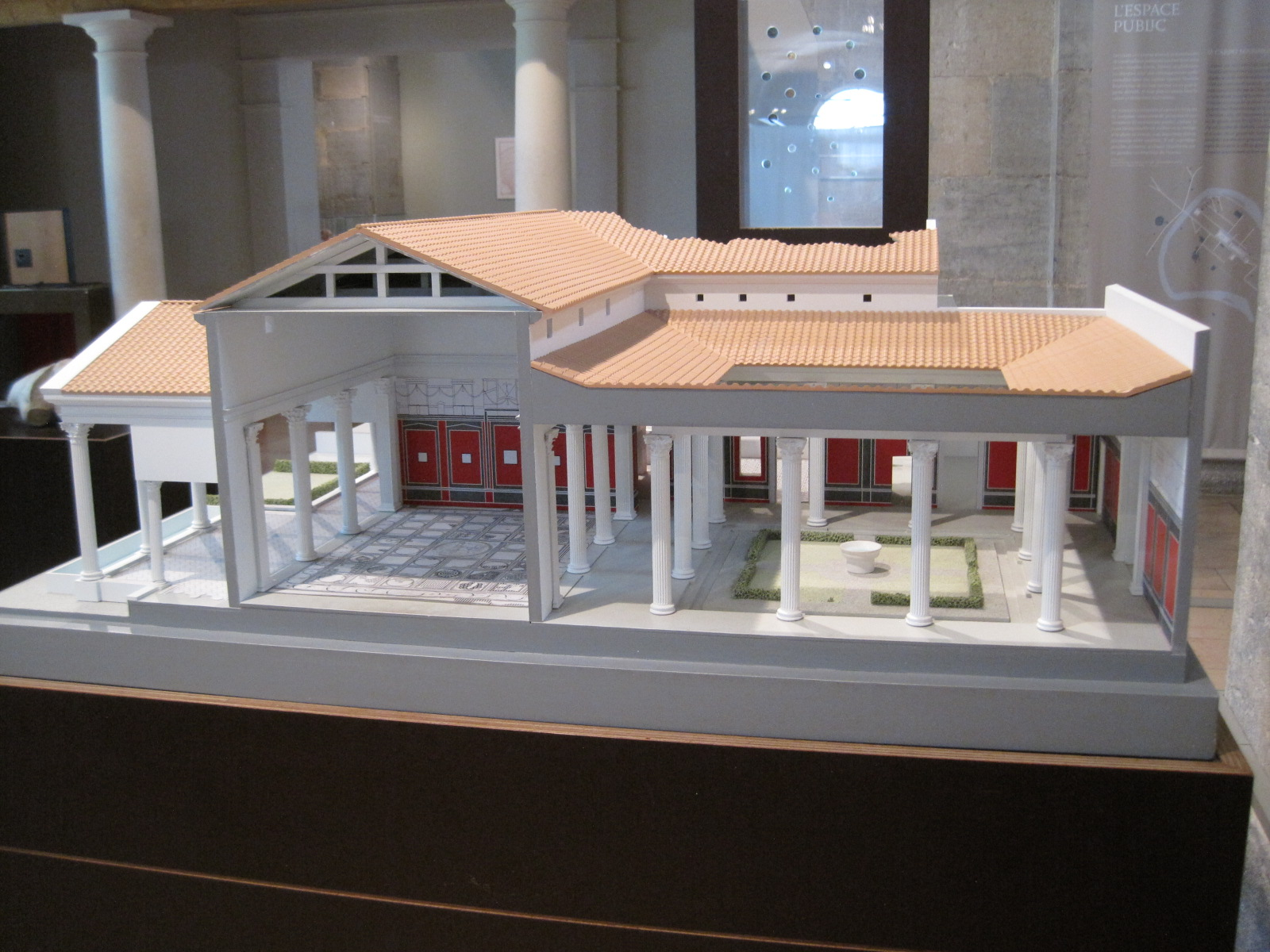
Domus du collège Lumière, musée des Beaux-Arts et d'Archéologie de Besançon).

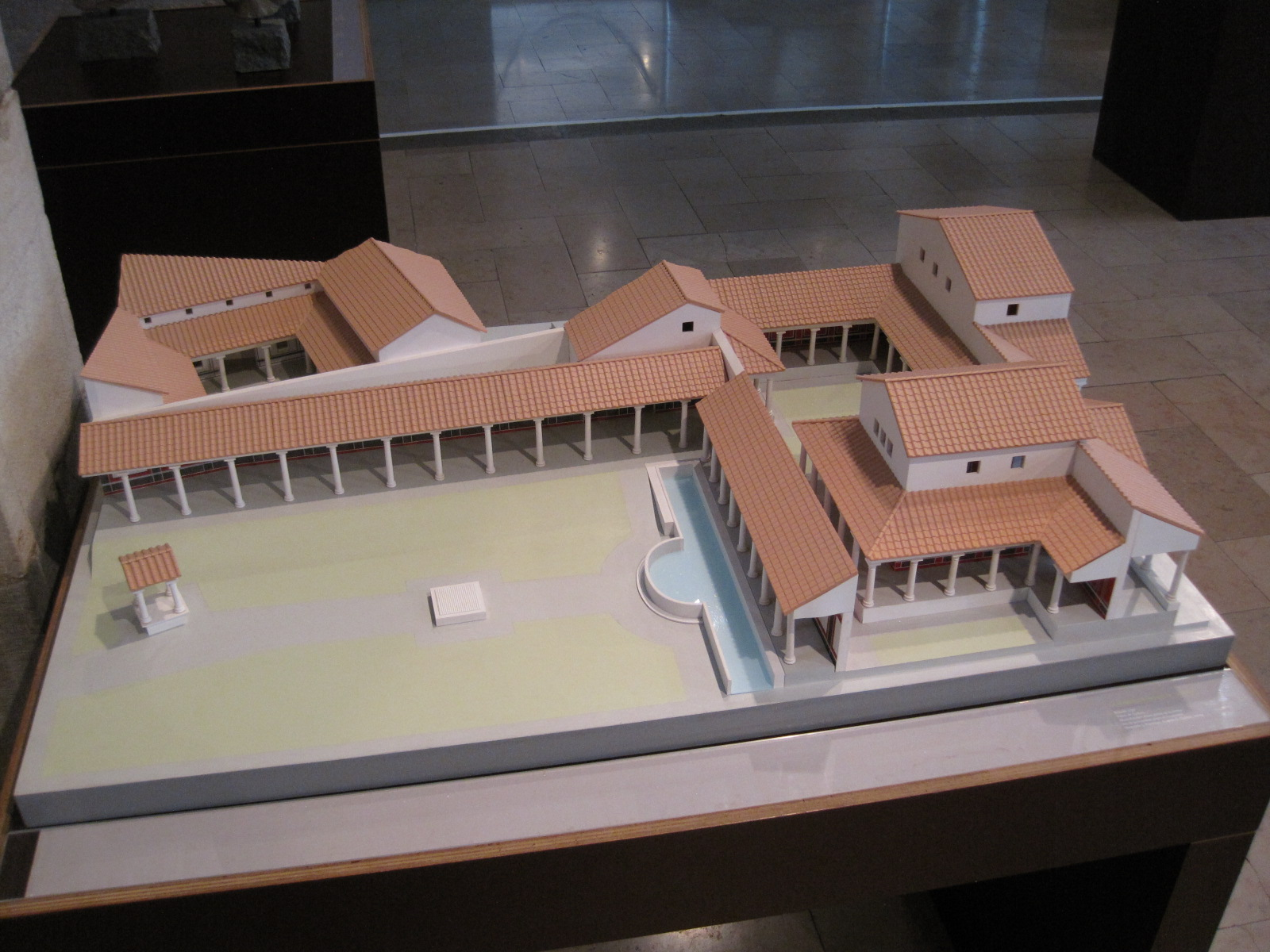
Domus du Palais de Justice, musée des Beaux-Arts et d'Archéologie de Besançon.

L'urbanisation de Rome, l'augmentation de la population, l'enrichissement de l'aristocratie provoqua une diversification de l'habitat : la domus désigne la résidence d'une seule famille, et se distingue de l'insula, immeuble de rapport peuplé de locataires vivant en commun et de la villa, d'abord ferme rurale puis résidence hors les murs.
Pour les domus, ce sont des maisons agréables à vivre et très confortables.
La famille qui y réside n’a aucun contact avec la population se trouvant sur la chaussée, car aucune fenêtre ne communique avec la rue. La famille est alors à l’abri de l’agitation et du bruit. Chaque domus exprime le statut social (« un ensemble de droits et d'obligations socialement déterminés en vertu des valeurs qui ont cours dans un groupe culturel donné ») de son propriétaire et de son autorité auprès de la communauté.
La domus est aussi munie de toilettes, les latrinæ (certaines de ces toilettes donnent sur la chaussée et sont semi-publiques, en contrepartie d’un peu de monnaie). Dans les plus amples et richissimes domus, leurs habitants peuvent même bénéficier de thermes privés.
La décoration dans ces maisons est plus ou moins raffinée en fonction de la fortune du propriétaire (mosaïques, peintures murales…).
L’autre type principal de maison à cette époque est l’insula (pluriel insulae). Les insulae sont des constructions de logements (immeubles, appartement), qui apparaissent à la fin du IIe siècle av. J.-C. Ce sont des maisons à plusieurs étages prévues pour accueillir plus modestement de nombreuses familles sur de petites surfaces. Mais contrairement aux domus, des petits balcons et des vitres donnent sur la chaussée mouvementée et animée. Dans leurs petits appartements, les familles n’ont pas accès à l’eau ; ils doivent alors faire appel aux services de l’aquarius (« petit porteur d'eau public moyennant une modeste rétribution »).
La structure de la domus répond au besoin des relations sociales que développe toute famille de notables : les pièces situées dans l'axe de l'entrée de la domus, l'atrium et le tablinum, sont destinées à accueillir les clients venus se présenter au patron dans le cadre de la salutatio matinale. Domus est donc synonyme de « maison à atrium - tablinum ».

### Ladomuspompéienne

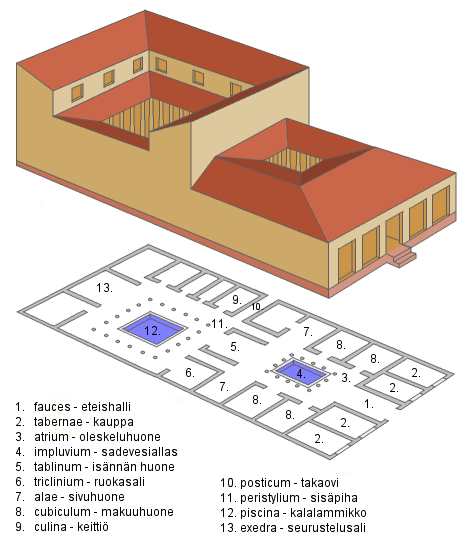
Plan et maquette d'une villa de type pompéien.

Les fouilles réalisées à Pompéi permirent de découvrir des domus complètes. Quoique certainement différentes de celles bâties à Rome, elles donnèrent le modèle type de la domus.
La domus à Pompéi se composait d'un à deux niveaux ; elle occupait parfois toute la parcelle de l'insula.
La première partie, sur la rue, était composée d'échoppes (tabernae) (2) (généralement louées à des artisans et marchands avec la pièce supérieure) encadrant le vestibule d'entrée (fauces) (1). Le visiteur atteignait ensuite l'atrium (3), pièce à demi protégée par un toit. L'ouverture du toit (compluvium) permet à l'eau de pluie de remplir le bassin (impluvium) (4), élément central de l'atrium. De chaque côté sont distribuées les pièces de réception (salle de réunion ou tablinum (5), salon ou œcus, salle à manger (6) ou triclinium) ainsi que les cuisines (9), et des chambres à coucher (cubicula) (8). La chapelle domestique (lararium ou laraire) occupe un angle de l'atrium (7).
Au fond de la domus se trouvaient éventuellement des bains (l'habitude étant de se rendre aux thermes publics) et/ou un petit jardin (hortus) entouré d'une colonnade (11) et parfois décoré d'un bassin (12) ou d'une fontaine. À l'étage se trouvent de petites pièces de réception et des chambres.

Exemples de domus à Pompéi
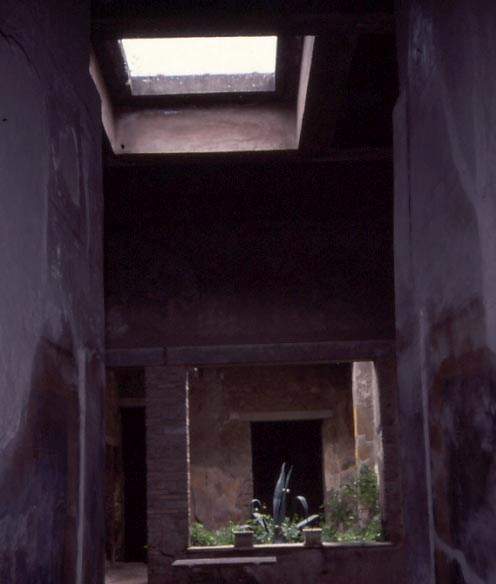
Atrium.
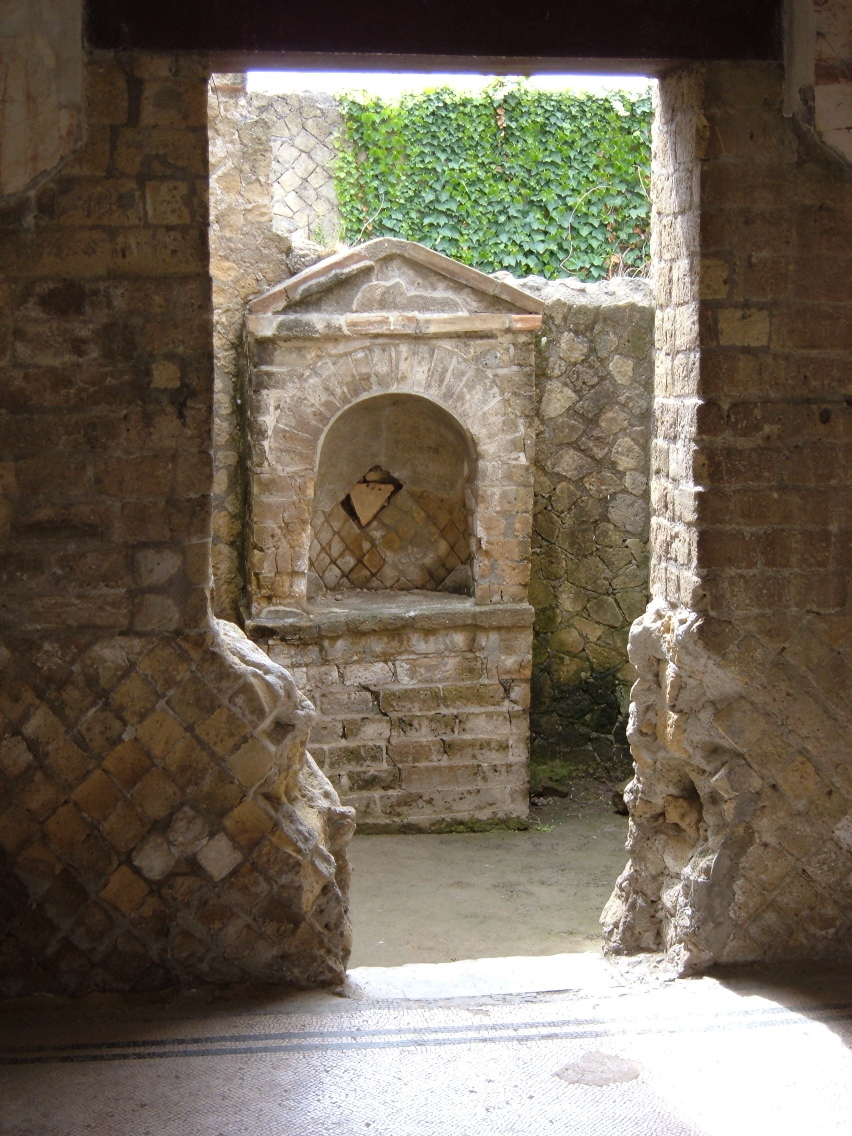
Laraire.
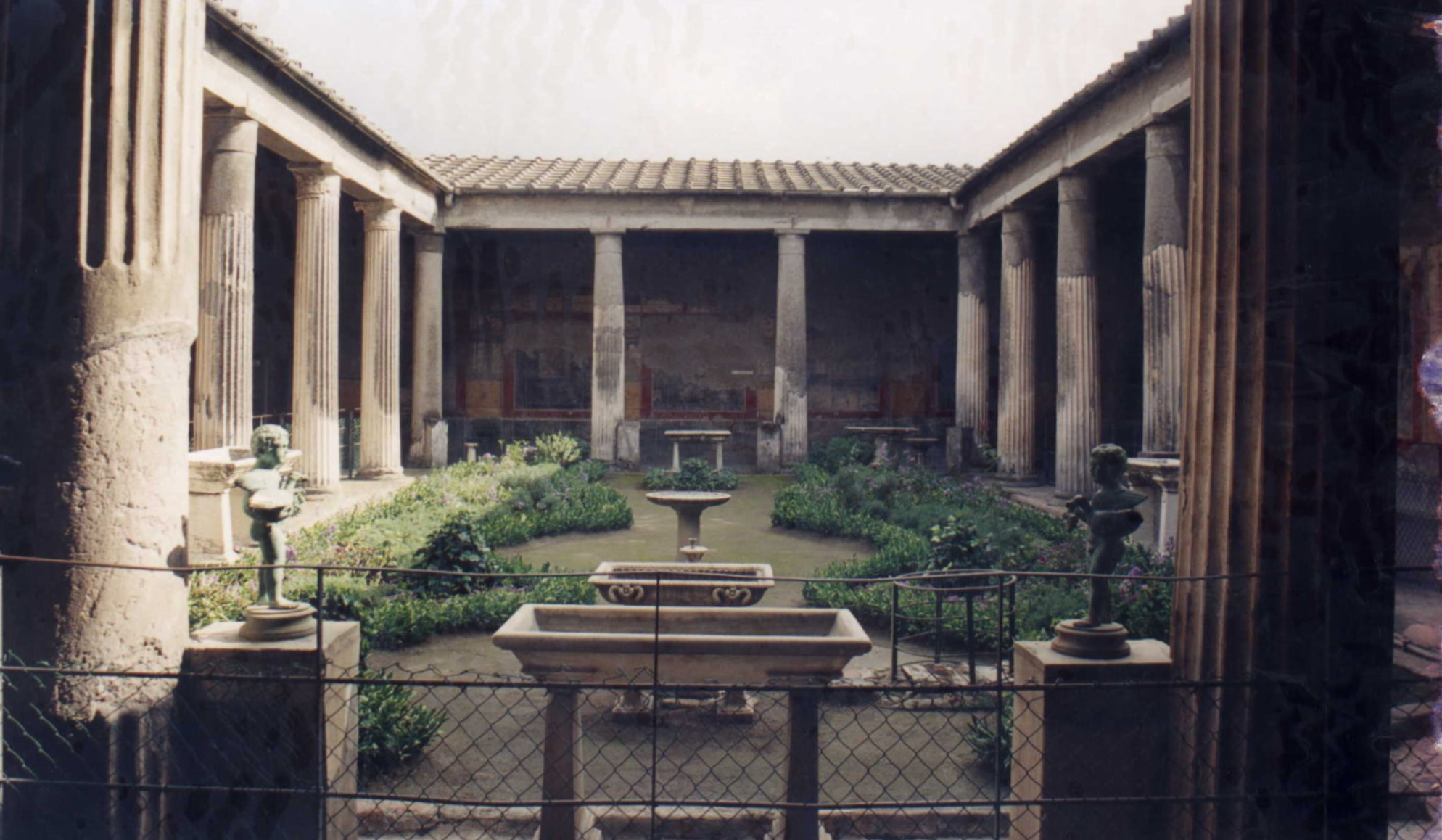
Péristyle de la maison des Vetti.

## Ladomusimpériale

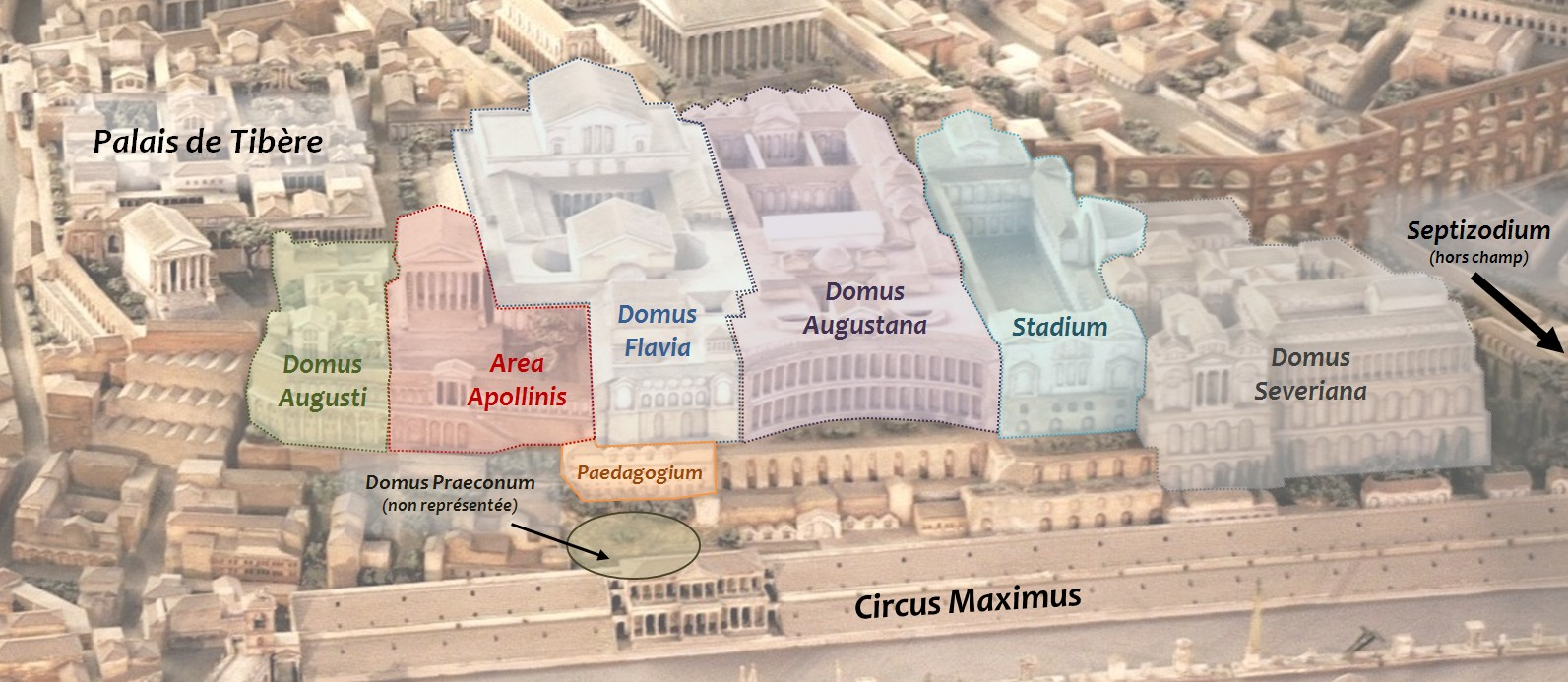
Restitution de quelques bâtiments du complexe du mont Palatin.

La domus impériale va se démarquer par sa monumentalité et va s'imposer dans son espace urbain. Si l'on retrouve des caractéristiques semblables à la domus classique, il y a aussi de nombreux autres éléments comme des jardins, des nymphées, et d'autres encore. On a donc par exemple, le complexe du Mont Palatin qui rassemble diverses domus impériales et établissements qui ont été le lieu de résidence de l'aristocratie romaine. Cet ensemble va se constituer de la domus Augustana de Domitien (Palais impérial de Rome), la domus Flavia, la domus Tiberiana de Tibère. Ces domus vont être associées à d'autres espaces tel qu'un temple ou bien un stade, un auditorium... Par la suite, des empereurs comme Néron transforment la domus en palais. Néron envisage de transférer la résidence traditionnelle des empereurs de la Domus Tiberiana à la Domus Transitoria qu'il a projeté. Des quartiers populeux gênent ses plans et ce n'est qu'après l'incendie de 64 qu'il entame la construction d'un palais grandiose mais éphémère qui s'appellera la Domus aurea à l'époque des Romains. On a donc à travers ces édifices une ostentation accrue du luxe grâce à de magnifiques fresques murales.